# 大阪市立今宮小学校
大阪市立今宮小学校（おおさかしりつ いまみやしょうがっこう）は、大阪市西成区にあった公立小学校。

## 沿革
当時の西成郡今宮町の人口および児童数の急増に伴い、町で4番目の小学校として1921年に西成郡今宮町三日路（現在の西成区天下茶屋1丁目）に開校した。開校から閉校まで同じ場所にあった。
開校当初の名称は、西成郡今宮第四尋常高等小学校だった。開校の際、従来の今宮第一（のちの弘治）・今宮第三（のちの萩之茶屋）の2小学校の校区の一部を分離・再編している。
1925年の大阪市への編入により、大阪市今宮第四尋常高等小学校となった。さらに1941年には国民学校令の施行により、大阪市今宮国民学校に改称した。
開校当初から高等科を併設していたが、高等科は1945年の高等科再編に伴い廃止され、高等科単独校の大阪市浜田国民学校に統合されている。
学制改革に伴い、1947年には大阪市立今宮小学校と称した。
地域での児童減少に伴い、2000年代には1学年1クラスの小規模校となっていた。このため同校と、近隣の弘治小学校・萩之茶屋小学校も含めた西成区北東部での学校再編計画が取り沙汰されるようになった。
地域での学校再編計画が具体化し、今宮中学校校区にあたる今宮・弘治・萩之茶屋の3小学校の統廃合が決まった。新小学校は大阪市立今宮中学校に併設して、同校と小中一貫教育をおこなうことになった。
新小学校は大阪市立新今宮小学校（愛称：いまみや小中一貫校）として2015年4月に開校することになった。これに伴い、今宮小学校は2015年3月に閉校した。

### 年表
- 1921年 - 西成郡今宮第四尋常高等小学校として開校。
- 1925年 - 今宮町が大阪市へ編入されたことに伴い、大阪市今宮第四尋常高等小学校と改称。
- 1941年4月1日 - 国民学校令により大阪市今宮国民学校となる。
- 1944年 - 大阪府泉南郡尾崎町・東鳥取村（現在の阪南市）へ集団疎開。
- 1945年6月1日 - 高等科を廃止。
- 1947年 - 学制改革により、大阪市立今宮小学校となる。
- 1973年5月 - 養護学級を開設。
- 2005年10月 - 校庭の芝生化を実施。
- 2015年2月21日 - 閉校式を実施。
- 2015年3月31日 - 閉校

## 閉校後の跡地利用
閉校後の校舎には、大阪市教育委員会事務局学校運営支援センターが設置されている。また校舎や校庭は、地域の芸術・文化活動などに開放されるなどして活用されている。

## 通学区域
- 大阪市西成区 萩之茶屋2丁目（一部）・萩之茶屋3丁目、天下茶屋北1丁目・2丁目、天下茶屋東1丁目（一部）・天下茶屋東2丁目（一部）、天下茶屋1丁目（大半地域）、天下茶屋2丁目（西半分）・天下茶屋3丁目（西半分）。

卒業生は大阪市立今宮中学校に進学した。

## 交通
- 阪堺電気軌道阪堺線 今船停留場 南西へ約250m。
- 南海本線・南海高野線・大阪市営地下鉄堺筋線 天下茶屋駅 北東へ約800m。
- 大阪市営地下鉄四つ橋線 花園町駅 南東へ約500m。
- 大阪市営バス 今宮小学校前停留所[注釈 2]